# لیگ دسته اول فوتبال ارمنستان ۲۰۰۸
فصل ۲۰۰۸ لیگ دسته اول فوتبال ارمنستان فصل در ۵ آوریل ۲۰۰۸ آغاز شد و در ۱۴ نوامبر ۲۰۰۸ به پایان رسید. شنگاویت در پایان هفته ۲۸ام قهرمان شد. با این حال، واجد شرایط صعود نبود زیرا تیم ذخیره باشگاه فوتبال اولیس بود که قبلاً در لیگ برتر فوتبال ارمنستان شرکت کرده بود.

## نمای کلی
- شنگاویت به عنوان نماینده ذخیره‌های باشگاه فوتبال اولیس وارد مسابقات شد.

## جدول لیگ
| رتبه | تیم                           | بازی | برد | مساوی | باخت | گل زده | گل خورده | گل تفاضل | امتیاز |
| ---- | ----------------------------- | ---- | --- | ----- | ---- | ------ | -------- | -------- | ------ |
| ۱    | باشگاه فوتبال شنگاویت (C)     | ۲۸   | ۱۸  | ۶     | ۴    | ۵۶     | ۱۹       | ۳۷+      | ۶۰     |
| ۲    | باشگاه فوتبال پیونیک          | ۲۸   | ۱۴  | ۷     | ۷    | ۵۰     | ۴۰       | ۱۰+      | ۴۹     |
| ۳    | باشگاه فوتبال اورارتو         | ۲۸   | ۱۳  | ۶     | ۹    | ۶۲     | ۵۲       | ۱۰+      | ۴۵     |
| ۴    | باشگاه فوتبال میکا            | ۲۸   | ۱۱  | ۹     | ۸    | ۳۱     | ۲۶       | ۵+       | ۴۲     |
| ۵    | باشگاه فوتبال گاندزاسار کاپان | ۲۸   | ۱۱  | ۸     | ۹    | ۵۰     | ۴۵       | ۵+       | ۴۱     |
| ۶    | باشگاه فوتبال آرارات ایروان   | ۲۸   | ۶   | ۱۰    | ۱۲   | ۲۹     | ۳۹       | ۱۰−      | ۲۸     |
| ۷    | باشگاه فوتبال شیراک           | ۲۸   | ۵   | ۶     | ۱۷   | ۲۲     | ۵۴       | ۳۲−      | ۲۱     |
| ۸    | باشگاه فوتبال پاتانی          | ۲۸   | ۳   | ۱۰    | ۱۵   | ۳۲     | ۵۷       | ۲۵−      | ۱۹     |

## گلزنان برتر
|   |          | بازیکن               | تیم                   | گل‌ها |
| - | -------- | -------------------- | --------------------- | ---- |
| ۱ | ارمنستان | سمیون مورادیان       | باشگاه فوتبال اورارتو | ۲۱   |
| ۲ | ارمنستان | میهران ماناسیان      | باشگاه فوتبال پیونیک  | ۱۲   |
| ۳ | ارمنستان | سارگیس آرویان        | باشگاه فوتبال پیونیک  | ۱۲   |
| ۴ | ارمنستان | هوهانس هامبارتسومیان | باشگاه فوتبال اورارتو | ۱۰   |
| ۵ | ارمنستان | گارگین ماشومیان      | باشگاه فوتبال اولیس   | ۱۰   |